# Diario íntimo de Adèle H.
El diario íntimo de Adela H. (también L'Histoire d'Adèle H.) es una película francesa de 1975 dirigida por François Truffaut, quien además adaptó la historia junto a Jean Gruault, Frances Vernor Guille y Suzanne Schiffman.
Es la historia de Adèle Hugo, hija del escritor Victor Hugo, que decide, por sus profundas convicciones, alejarse de la sociedad y vivir en respeto absoluto de sí misma, sin compromisos, casi sin escuchar ni ver lo que pasa a su alrededor. A pesar de todo, tiene la obsesión de un amor frustrado: el que tuvo a un oficial de la marina y que la hundió.
La película contó con la actuación principal de Isabelle Adjani, Bruce Robinson y Sylvia Marriott. Adjani, con tan solo 20 años de edad, se convirtió en la primera actriz joven en ser candidata al Óscar a la Mejor Actriz en 1976.

## Sinopsis
La historia se desarrolla en 1863, durante la guerra civil estadounidense, cuando Francia y Gran Bretaña aún estaban en conflicto. 
Las tropas británicas están estacionadas en Halifax (Nueva Escocia) desde hace unos años, revisando cuidadosamente a los pasajeros europeos que llegan en barcos extranjeros. En uno de esos barcos se encuentra la hermosa Adèle Hugo, la segunda hija de Victor Hugo, que está devastada por la muerte accidental de su hermana mayor Léopoldine Hugo, que viaja bajo el supuesto nombre de la Srta. Lewly. Adèle vivía en la isla de Guernesey, donde conoció a un oficial británico, el teniente Pinson (Robinson). Desarrolló un obsesivo y no correspondido amor por él y, al ser trasladado a Halifax, ella lo sigue y alquila una casa, propiedad del Sr. y la Sra. Saunders. 
Por medio de un notario, Adèle se informa sobre el teniente Pinson. Más tarde ese día, Adèle ve a Pinson en una librería. Ella se entera de que el Sr. Saunders asistirá a una cena militar a la que es probable que asista Pinson, Adèle le pide que le entregue una carta de ella, una carta de amor anunciando su llegada. Mientras muestra algunas viejas fotografías a la señora Saunders, habla de la muerte de su hermana mayor, quien murió ahogada en un accidente a la edad de diecinueve años, justo después de casarse. El Sr. Saunders entrega la carta a Pinson y regresa de la cena. Pinson no responde la carta y, esa noche, Adèle tiene una pesadilla en la que se ahoga.
Al día siguiente Adèle escribe una carta a sus padres y les miente, diciéndoles que está bien y que se encuentra feliz junto a Pinson y que están planeando casarse, pero que ella espera el consentimiento formal de sus padres. Su mayor pasatiempo es pasar todas las tardes escribiendo en su diario sobre su vida y su amor por Pinson. Allí relata: "Voy a ser capaz de ganarlo a través de la dulzura". 
Pinson va a la pensión, donde le dice a Adèle que debe dejar Halifax y que deje de seguirlo. Ella piensa que si ambos llegasen a casarse, los problemas y preocupaciones estarían resueltos. Este se niega y le comenta que sus padres no aprobarían ese matrimonio; además, él tiene muchas deudas a causa del juego. Adèle intenta persuadirle con que ha rechazado otra propuesta de matrimonio, lo amenaza con ponerlo en evidencia y arruinar su carrera militar, e incluso le ofrece dinero para sus deudas de juego, pero él permanece impasible.
En los días siguientes, Adèle sigue escribiendo en su diario, convencida de ser la esposa de Pinson en espíritu y de que de alguna forma ambos llegarán a ser felices. Luego, ella intenta conjurar el fantasma de su hermana muerta para recibir ayuda. Una noche ella sigue a Pinson y descubre que este tiene una amante. Inalterable por este descubrimiento, continúa su escritura en el diario íntimo, y su comportamiento se vuelve más excéntrico. El Sr. Whistler, el librero amable que le proporciona papel de escribir, muestra interés en ella. Al salir de su librería, ella se desmaya por el cansancio. El Sr. Whistler la visita en la pensión y le lleva papel, pero ella se niega a recibirlo. El doctor Murdock la visita y le diagnostica un caso leve de pleuresía. Se fija en que una de sus cartas está dirigida a "Victor Hugo" y le cuenta a la señora Saunders la verdadera identidad de su huésped.
La obsesión de Adèle comienza a hacerse más fuerte y no tiene miedo de su estado de salud y de lo que pudiera llegar a pasarle. Un día, ella escribe a sus padres diciéndoles que ella se ha casado y que se ha convertido en la señora Pinson. Al recibir la noticia, Victor Hugo publica un anuncio del matrimonio en su periódico local. La noticia llega a manos del coronel de Pinson. Después de que Pinson escribe a Víctor Hugo para explicarle que nunca se casará con Adèle, Hugo escribe a su hija, instándola a regresar a Guernsey. Adèle responde a la carta de su padre con más fantasía, se niega a regresar e insiste en que sus padres acepten a Pinson.
Después de conocer la identidad de Adèle, el Sr. Whistler le regala libros escritos por su padre. Ella reacciona con ira y paranoia. Contrata a una prostituta como regalo para Pinson. Lo sigue a un teatro para ver un espectáculo de hipnotismo y se le ocurre que puede hipnotizar a Pinson para que la ame. Sin embargo, tiene que a abandonar este plan al enterarse de que la hipnosis resultó una farsa. Adèle empieza a enloquecer de desesperación. Visita al padre de la prometida de Pinson y le asegura que está casado con ella y que ella está embarazada de él. El padre rompe el compromiso de su hija. Una vez más, Adèle ve a Pinson y él le reprocha su comportamiento grotesco. Después de salir de la pensión, Adèle empeora. Vaga harapienta por las calles hablando sola.
En febrero de 1864 Pinson es enviado a Barbados y una Adèle desahuciada lo sigue. Ahora casado, Pinson se entera de que Adèle está en Barbados afirmando ser su esposa. Preocupado por ella, Pinson la busca y la encuentra por las calles vistiendo harapos. Cuando trata de hablar con ella, Adèle no lo reconoce. Con la ayuda de una antigua esclava que se apiada de ella, regresa al París de la flamante Tercera República. Su padre la ingresa en un asilo donde vive 40 años, cuidando el jardín, tocando el piano y escribiendo en su diario. Allí muere en 1915, a los 85 años.

## Producción

### Dirección
Una vez más, es Truffaut mismo quien se encarga de explicar nuevamente sus intenciones al relatar el epílogo de la historia de Adèle con el teniente Pinson de la forma que lo hace.

«En la historia de Adèle H., cuando en las islas de Barbados el personaje de Isabelle Adjani pasa sin reconocerlo, delante de un hombre que ha estado persiguiendo durante años, para mi es un final feliz. Adèle ha llegado hasta el último extremo de su pasión.[cita requerida]

«Al escribir el guion de L'Enfant Sauvage basada en las memorias del Dr. Jean Itard, descubrimos, Jean Gruault y yo, el enorme placer de la escritura de ficción histórica basada en hechos reales, sin inventar nada y sin alterar los hechos documentados. Si es difícil construir una intriga(...) con la participación de una docena de personajes cuyos caminos entrelazar, es casi tan difícil escribir una (...) película que se centra en una sola persona. Creo que fue este aspecto solitario el que más me atrajo a este proyecto, habiendo realizado historias de amor con la participación de dos y tres personas, yo quería tratar de crear una experiencia apasionante que impliquen un carácter donde la pasión es de solo una vía.»[cita requerida]

Truffaut tuvo que obtener los derechos de Jean Hugo, el descendiente directo de Víctor Hugo, quien dio su consentimiento después de leer un tratamiento con la condición de que Victor Hugo no apareciera en la pantalla.

### Localizaciones de la película
Muchas de las escenas exteriores fueron grabadas en St Peter Port, Guernsey, y muchos extras de la película son conocidos locales. Tanto Sir Raymond Falla y Sir Cecil de Sausmarez eran, en el momento, prominentes políticos de la isla. Los sets en Halifax de escenas interiores fueron creados principalmente en una casa de Guernsey y las escenas de exterior también se grabaron en Guernsey. No fueron filmadas en Halifax.

### Presupuesto
La película fue puesta en finanzas para la Warner Bros, pero la compañía rechazó la película criticandola como una obra demasiada literaria. La película fue financiada por United Artists. El presupuesto original era de cinco millones de francos por lo que el guion fue simplificado para centrarse más en Adele.

### Casting
Aunque Truffaut había prometido el papel principal a Catherine Deneuve, finalmente él quiso otorgarle a una nueva estrella para que alcance una nueva interpretación. Su segunda opción fue Stacey Tendeter, pero luego fue impresionado por las actuaciones de Isabelle Adjani en La Gifle (1974) y en el escenario, así que decidió otorgarle el papel principal. Ella estaba bajo contrato como actriz de etapa a La Comédie-Française que rechazó liberarla de su contrato. Se convirtió en una disputa legal, pero al final Adjani fue capaz de desempeñar el papel.

## Reparto
- Isabelle Adjani - Adèle Hugo

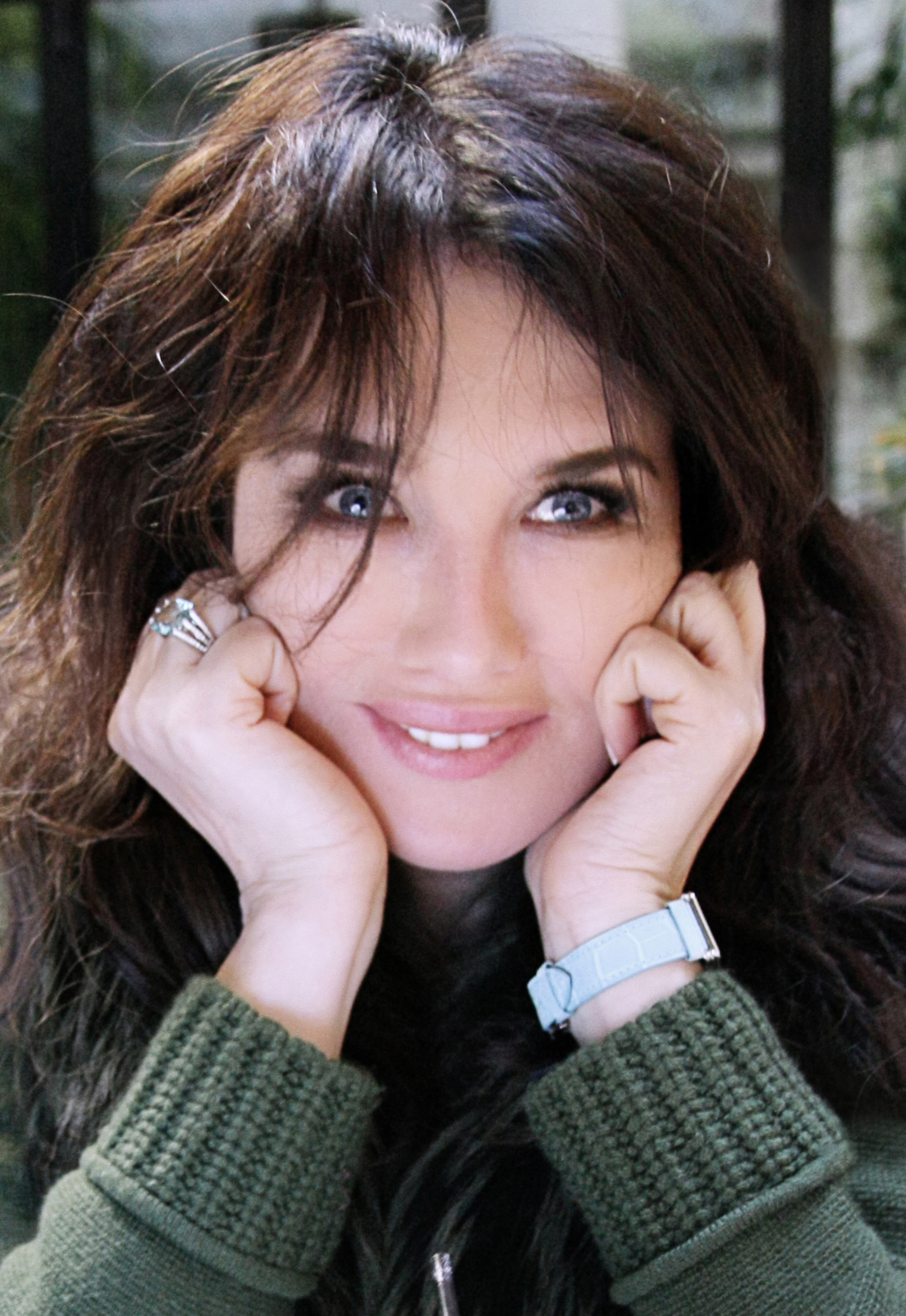
La actriz Isabelle Adjani recibió críticas positivas por su interpretación y recibió numerosos galardones, incluyendo su primera nominación en los Premios Oscar.

- Bruce Robinson - Teniente Albert Pinson
- Sylvia Mariott - Señora Saunders
- Joseph Blatchley - Whistler, Librero
- Ivry Gitlis - Hipnotizador
- Ruben Dorey - Señor Saunders
- Clive Gillingham - Keaton
- Louise Bourdet - Sirviente de Victor Hugo
- Sir Cecil de Sausmarez - Señor Lenoir, Notario
- Sir Raymond Falla - Juez Johnstone
- Roger Martin - Dr Murdock
- Jean-Pierre Leursse - le scribe noir
- Carl Hathwell - Subalterno de Pinson's
- François Truffaut - oficinista (sin crédito)

## Recepción
El mismo director de la película, François Truffaut, dijo:"

“No sé por qué hice una película así –escribe François Truffaut–. Tan triste. Pero la obsesión tiene algo de vertiginoso y creo que fui arrastrado por ese vértigo. Desde el principio, muestro que todo está perdido: el teniente nunca amará a Adèle. Y toda la película es la descripción de su insistencia. Se tiene la impresión de ver siempre la misma escena. En lugar de nacer de la sorpresa, querría que la emoción se desprendiese de la repetición”.

En la entrevista y crítica de 'Chicago Sun-Times, Roger Ebert le dio a la película cuatro estrellas, calificándola de "una extraña y melancólica película que pertenece mucho al lado más oscuro de su trabajo de Truffaut". " Ebert continua:

Truffaut encuentra una cierta nobleza en Adele. Él cita uno de los pasajes en sus diarios dos veces: Ella escribe que ella caminará a través del océano para estar con su amante. Él ve esto, no como una declaración de amor, sino como una declaración de una mentalidad tan total que una especie de grandeza se arrastra en ella. Adele estaba loca, sí, probablemente ... pero vivía su vida en una escala tan vasta y romántica que era mejor que Pinson nunca se casara con ella. Habría sido una decepción..

Olivier Assayas , dijo:"

“"El prestigio de la adaptación literaria –escribe Olivier Assayas–, el manierismo callejero de los dialoguistas-estrella, el anarquismo de buen tono (o sea el habitual), la dictadura de la técnica, todo esto es una fórmula impuesta que banaliza la película, diluyendo la personalidad de su autor –si lo hubiera– en la voluntad corporativa de un cine fabricado en cadena. Para Truffaut, el enemigo estaba ahí. Del mismo modo que puede decirse que la obra de Godard está dominada por una relación privilegiada con la pintura moderna en general y con las vanguardias de finales del XIX y principios del siglo XX en particular –la Nouvelle Vague en tanto impresionismo o revolución cubista– puede decirse que la obra de Truffaut se caracteriza por su relación con la literatura. Y no lo novelesco, como suele ser el caso entre los cineastas".

### Taquilla
La película fue un modesto éxito financiero en Francia, donde vendió 752.160 entradas. Se consideró una decepción de taquilla aunque sus críticas fueron positivas.

## Premios y candidaturas
| Premios                                   | Categoría                      | Nominado/a                                       | Resultado |
| ----------------------------------------- | ------------------------------ | ------------------------------------------------ | --------- |
| Premios Oscar                             | Mejor Actriz                   | Isabelle Adjani                                  | Nominada  |
| Premios Bambi                             | Mejor Película - Internacional | Isabelle Adjani                                  | Ganadora  |
| Festival de Cine de Cartagena             | Mejor Película                 | François Truffaut                                | Nominado  |
| Festival de Cine de Cartagena             | Mejor Actriz                   | Isabelle Adjani                                  | Ganadora  |
| Festival de Cine de Cartagena             | Special Critics Award          | François Truffaut                                | Ganador   |
| Premios César                             | Mejor Director                 | François Truffaut                                | Nominado  |
| Premios César                             | Mejor Actriz                   | Isabelle Adjani                                  | Nominada  |
| Premios César                             | Mejor Diseño de Producción     | Jean-Pierre Kohut-Svelko                         | Nominado  |
| David di Donatello Awards                 | Mejor actriz extranjera        | Isabelle Adjani                                  | Ganadora  |
| French Syndicate of Cinema Critics Awards | Mejor Película                 | François Truffaut                                | Ganadora  |
| National Board of Review                  | Top 10 Películas extranjeras   | Top 10 Películas extranjeras                     | Ganadora  |
| National Board of Review                  | Mejor Película Extranjera      | Mejor Película Extranjera                        | Ganadora  |
| National Board of Review                  | Mejor Actriz                   | Isabelle Adjani                                  | Ganadora  |
| National Society of Film Critics          | Mejor Actriz                   | Isabelle Adjani                                  | Ganadora  |
| New York Film Critics Circle Awards       | Mejor Actriz                   | Isabelle Adjani                                  | Ganadora  |
| New York Film Critics Circle Awards       | Mejor Guion                    | François Truffaut Jean Gruault Suzanne Schiffman | Ganadores |